# 希米莱奥
希米莱奥，是西班牙拉里奥哈自治区的一个市镇。总面积4平方公里，总人口85人（2001年），人口密度21人/平方公里。